# Synagoga ve Strážnici
Synagoga ve Strážnici je bývalý židovský templ postavený v roce 1804 v klasicistním stylu na místě starší modlitebny poškozené požárem. V blízkosti se nachází areál židovského hřbitova, asi 300 m severovýchodně od náměstí Svobody a asi 150 m severozápadně od náměstí 17. listopadu. Společně se hřbitovem je synagoga chráněna jako kulturní památka České republiky. Opodál stojí také dům Dr. Jiřího Pajera, kde se nacházejí mikve.

## Historie
Synagogu v roce 1870 upravil stavitel Leopold Slovák v novorenesančním stylu. Elektrifikace se pak dočkala roku 1906. Templ sloužil k bohoslužebným účelům až do roku 1941. 22. června téhož roku byl však zdemolován příslušníky SA. Byl přitom zabit i představený náboženské obce Hermann Felix. Koncem druhé světové války došlo i ke zboření ženského oddělení. Od roku 1948 sloužila synagoga jako sklad. Teprve v roce 1991 byla v rámci restitucí vrácena židovské obci, která ji upravila a zpřístupnila veřejnosti.

## 21. století
V novém miléniu slouží jako místo setkávání, převážně jako galerie a muzeum se stálou expozicí „Žili mezi námi“. Užívá je Muzejní a vlastivědný spolek ve Strážnici. V letech 2019 a 2020 se v synagoze konala Noc kostelů. Strážnický rodák Filip Gorazd Martinek napsal knihu Historie a duchovnost synagogy ve Strážnici.

## Popis
Do synagogy se vchází z jihozápadní strany. Její prostor je opatřen neckovou klenbou, kterou zdobí výmalba s rostlinnými motivy a hvězdnou oblohou. Aron ha-kodeš tvoří dvojice sloupů překrytých kladím. Okna jsou novodobá, s barevnou vitráží v podobě Davidovy hvězdy. a na jižním průčelí jsou unikátní sluneční hodiny. Na Moravě ojedinělé je také umístění synagogy v areálu židovského hřbitova.
Na fasádě byla odhalena pamětní deska připomínající židovské obyvatele Strážnice, kteří zemřeli během holokaustu v letech 1939–1945.

## Galerie

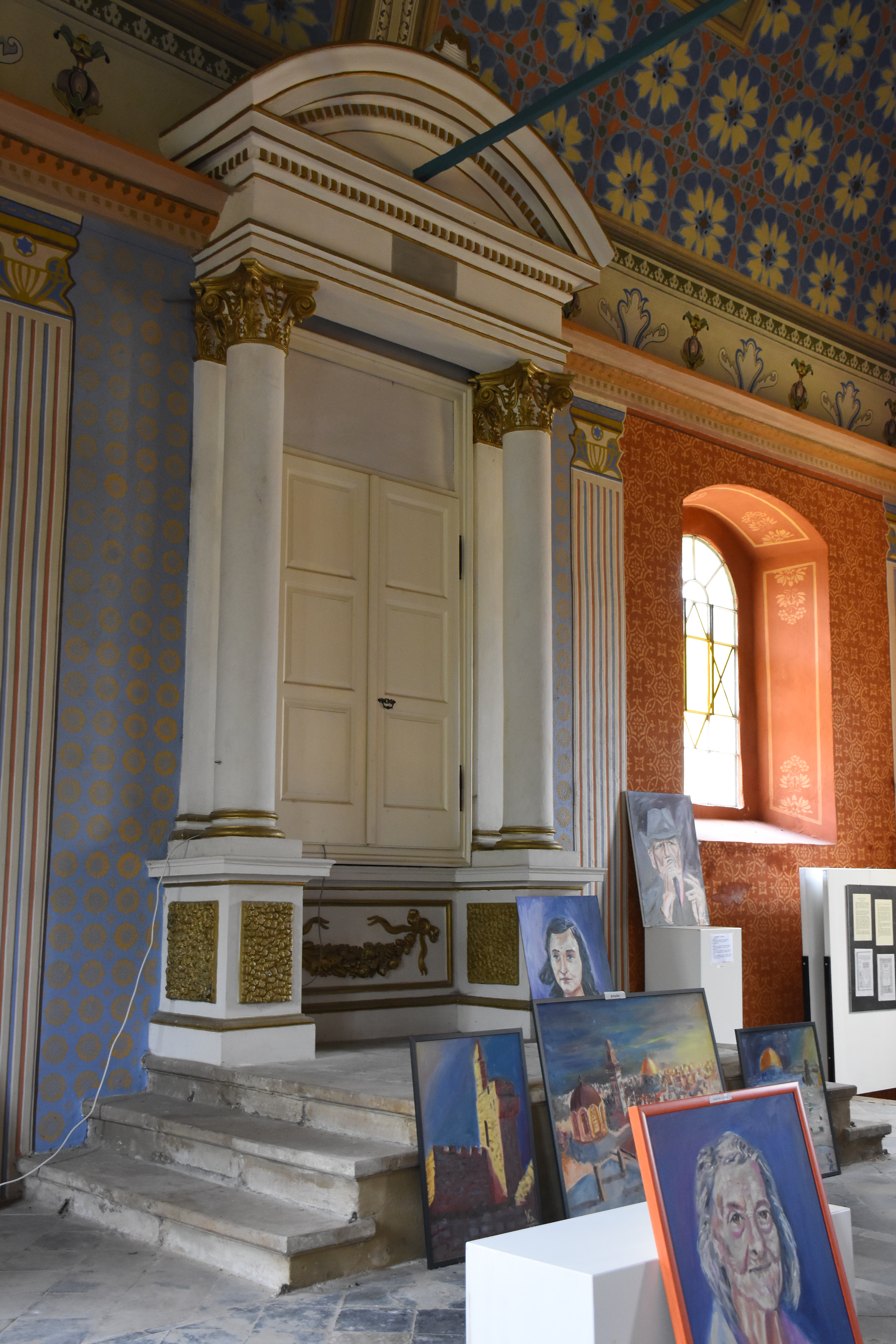
Pohled k bývalému svatostánku
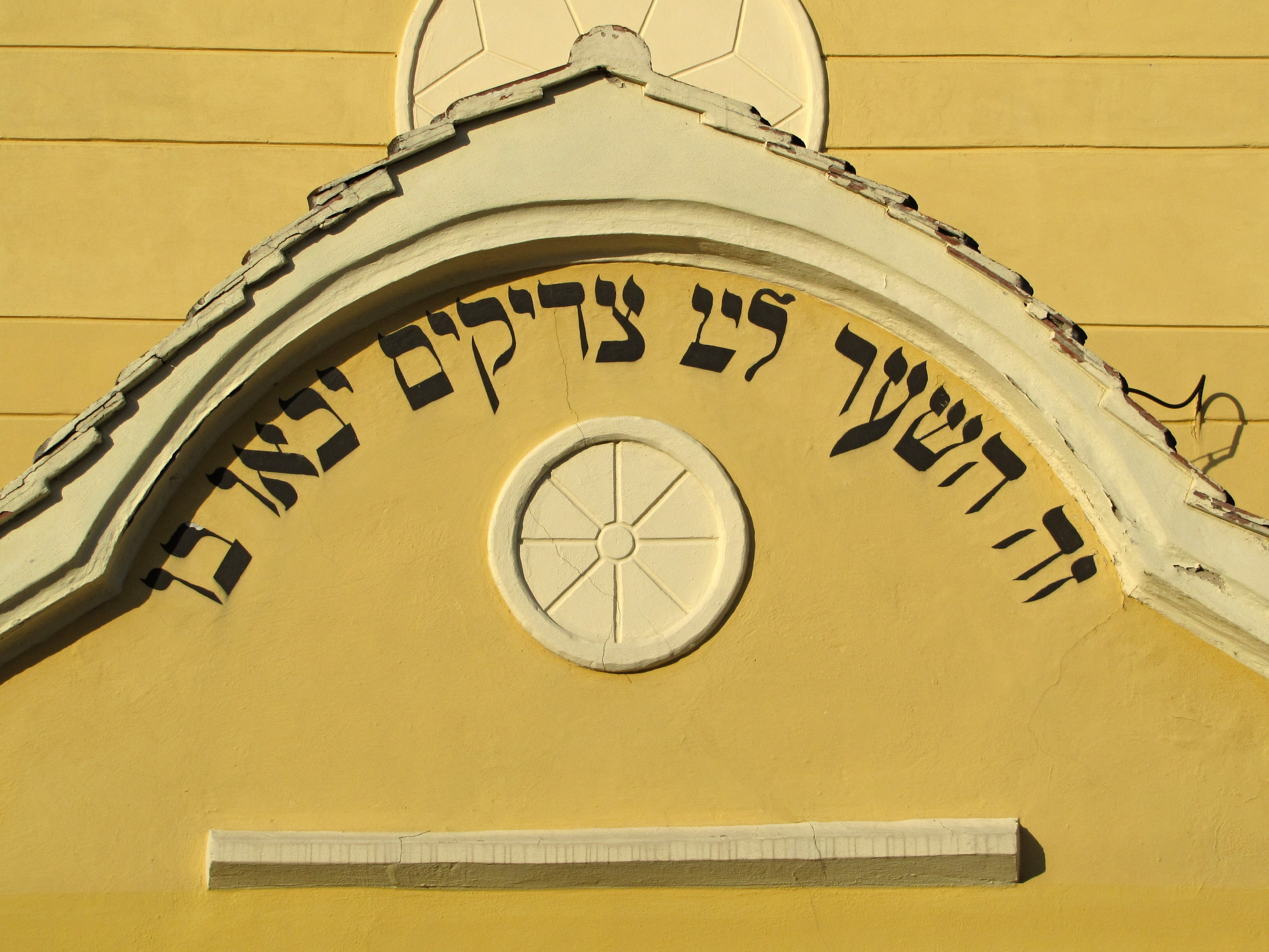
Hebrejský nápis nad vstupem do budovy
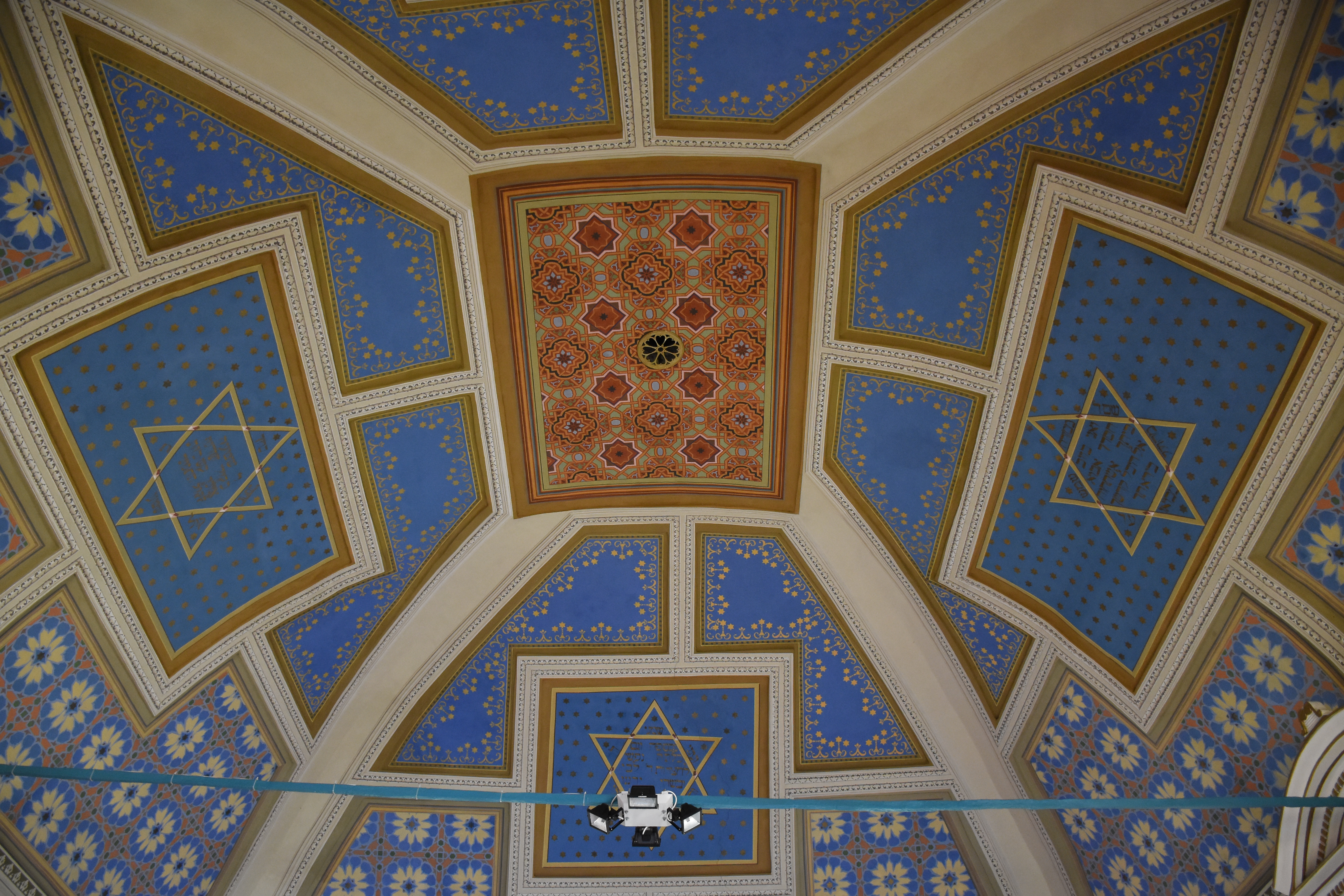
Zdobený strop
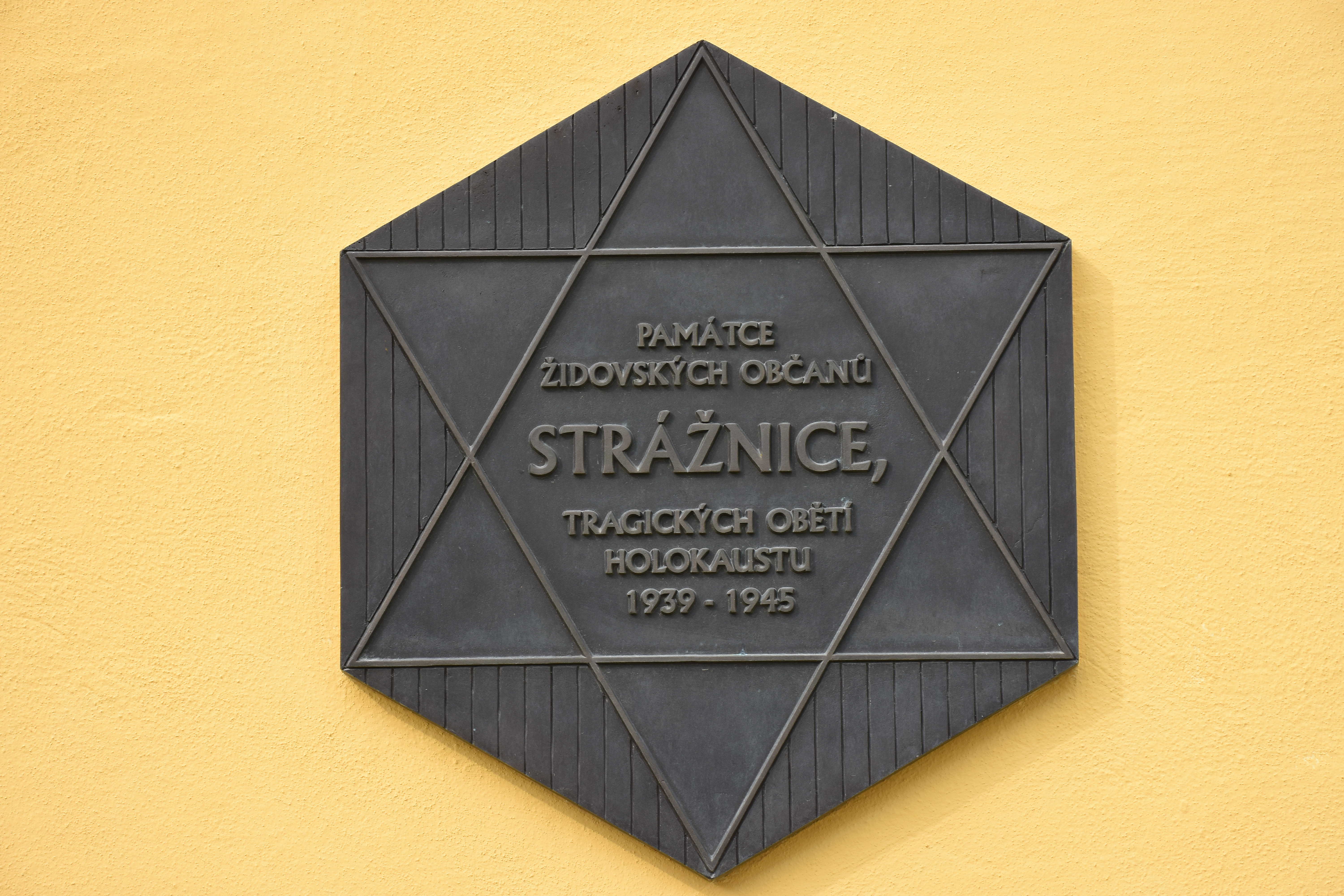
Pamětní deska